# Tuzoia bispinosa
Tuzoia bispinosa ist eine ausgestorbene Art aus der Gattung Tuzoia mit unsicherer Stellung innerhalb der Gliederfüßer (Arthropoda).

## Merkmale
Tuzoia bispinosa hatte einen eiförmigen Umriss (Verhältnis Länge zu Höhe etwa 1,52 im Holotyp) und eine Panzerlänge von ca. 90 mm. Der obere Rand war gerade und hatte zwei große dreieckförmige Stacheln im vorderen Drittel mit zusätzlichen dazwischenliegenden Dornen. Das vordere Rostrum war breit angelegt, gerade, relativ kurz und leicht überhängend. Das hintere Rostrum war klein und fast dreieckförmig. Ein mittig und ein zur Bauchseite hin gelegener Stachel am hinteren Rand war vorhanden, wobei beide etwa gleich klein waren. Die seitliche Erhöhung zwischen dem oberen und unterem Rand verlief etwa parallel zum oberen Rand und hatte möglicherweise 8 kleine, flache Stacheln. Die netzartige Struktur der Oberfläche zog sich über den gesamten Panzer und war zur Mitte hin und am unteren Rand engmaschiger.

## Fundorte
Die Art wurde in der Kaili-Formation, Provinz Guizhou, in Südchina gefunden.

## Systematik
Die Art wurde 1999 von Yuan J.-L. und Zhao Y.-L. erstbeschrieben. Ein Synonym der Art ist Tuzoia magna Yuan & Zhao, 1999.